# Aitzina!
Aitzina! ('¡Adelante!' en euskera) fue una organización política juvenil, encuadrada dentro de la izquierda abertzale, cuyo ámbito de actuación era el País Vasco francés. Su objetivo era el de luchar por «una Euskal Herria soberana y una sociedad más justa e igualitaria».
Aitzina! se creó en Bayona en noviembre de 2013 tras un proceso de confluencia de jóvenes abertzales de Labort, Baja Navarra y Sola. Una de sus principales reivindicaciones fue la oficialidad del euskera y su promoción y uso en la vida pública.
A su presentación pública acudió el veterano abertzale Philippe Bidart, líder histórico del nacionalismo vasco de izquierdas en Francia, así como representantes de Ernai, la organización homóloga de Aitzina! en el País Vasco y Navarra.
Decidió terminar su actividad en octubre de 2020 mediante un comunicado.